# Джиенбаланова, Лада Владимировна
Лада Владимировна Джиенбаланова (до замужества — Карпенко; род. 10 апреля 1970) — казахстанская пятиборка, Заслуженный мастер спорта Республики Казахстан. Заслуженный деятель Казахстана (2002).

## Карьера
Занимается пентатлоном с 1997 года (хотя ранее в 1990 году начинала заниматься этим видом спорта, но после расформирования секции перешла в плавание).
На первом чемпионате Азии в 1997 году заняла второе место как в индивидуальном первенстве, так и в командном.
Победитель чемпионата Азии по пентатлону 2002 года. На Азиатских играх 2002 года заняла первое место в индивидуальном первенстве. Благодаря этим победам была признана лучшей пентатлонисткой Азии.
На Афинскую Олимпиаду отобралась на чемпионате мира, проводившемся в Москве, где Лада была 9-й. На Афинской Олимпиаде была 14-й в индивидуальном зачёте.
На чемпионате Азии 2004 года завоевала индивидуальное и командное золото, а также бронзу в эстафете. На домашнем чемпионате мира завоевала командное золото, а в индивидуальном первенстве остановилась в шаге от пьедестала. На чемпионатах Азии в Токио и Сеуле завоевывала индивидуальное серебро.
На Олимпиаде 2008 года в Пекине была лишь 36-й.
В 2010 году на Азиаде в Гуанчжоу в составе казахстанской команды завоевала бронзовую медаль. В индивидуальном зачёте при высоких результатах в других дисциплинах, завалила верховую езду, показала 13-й результат при 16 участницах.
Была третьей на двух этапах кубка мира (Пекин-2004 и Каир-2006), второй (Митфилд-2007). Также была третьей на этапе кубка мира в эстафете (Венгрия-2007).
Высшее достижение на чемпионате мира — 4 место (Берлин, 2007).

## Семья
Замужем. Имеет двух детей. Дочь — Арина (1992 г. р.) — чемпионка Азии 2012 по современному пятиборью, мастер спорта Республики Казахстан международного класса. Сын — Тимур (1996 г. р.).

## Награды
- Почётное звание «Қазақстанның еңбек сіңірген қайраткері» (2002)[2]